# Onsemi
ON Semiconductor Corporation (onsemi) – amerykańskie przedsiębiorstwo zajmujące się dostawą półprzewodników, z siedzibą w Scottsdale. Produkty obejmują układy zarządzania energią i sygnałami, układy logiczne, urządzenia dyskretne i niestandardowe do zastosowań motoryzacyjnych, komunikacyjnych, komputerowych, konsumenckich, przemysłowych, oświetlenia LED, medycznych, wojskowych/lotniczych i energetycznych. Na podstawie przychodów w wysokości 3,907 miliarda dolarów w 2016 roku firma Onsemi znalazła się w pierwszej dwudziestce światowych liderów sprzedaży półprzewodników i zajęła 483. miejsce na liście Fortune 500 z 2022 r. na podstawie sprzedaży w roku 2021.
Posiada centra produkcyjne i projektowe w Ameryce Północnej (USA, Kanada), Europie (Niemcy, Belgia, Irlandia, Czechy, Rumunia, Słowacja, Szwajcaria) i Azji (Chiny, Filipiny, Indie, Izrael, Japonia, Korea Południowa, Malezja, Tajwan, Wietnam).
Firma została założona w 1999 roku. Pierwotnie była to spółka wydzielona z grupy Motoroli Semiconductor Components Group z siedzibą w Phoenix. Firma nadal produkuje dyskretne, standardowe analogowe i cyfrowe urządzenia Motoroli. 28 kwietnia 2000 roku spółka Onsemi rozpoczęła IPO.
Do głównych przejęć należały SANYO Semiconductor w 2011 roku i Fairchild Semiconductor w 2016, które łącznie zatrudniały ponad 30 000 pracowników i pozwoliły na rozszerzenie portfolio produktów.

## Produkty

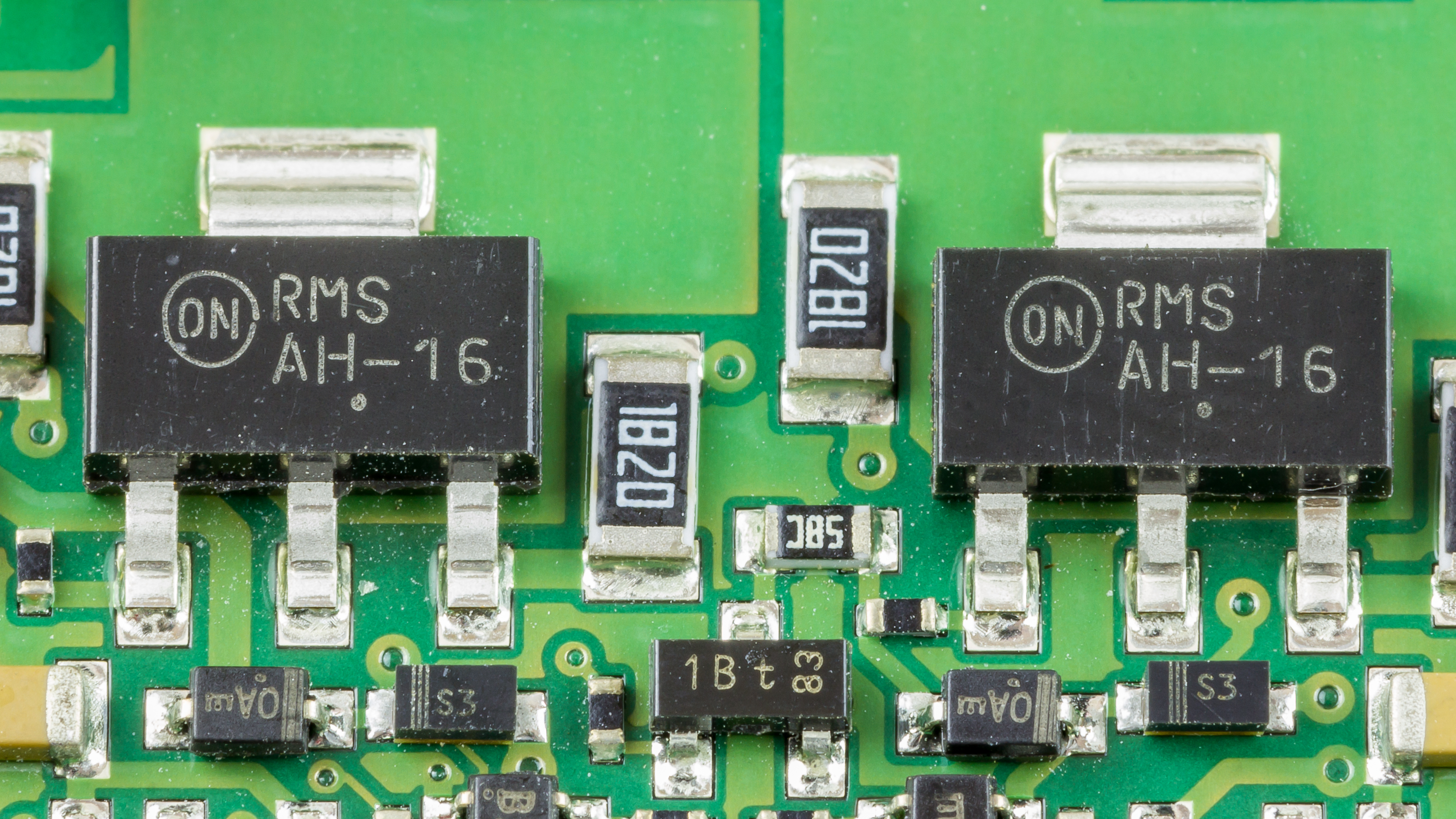
2 tranzystory PNP BCP53−16T1G (oznaczenie urządzenia AH-16)

onsemi produkuje produkty w następujących obszarach:
- Niestandardowe: ASIC[10]; usługi foundry; Niestandardowa pamięć ULP; Niestandardowe czujniki obrazu CMOS[11];
- Dyskretne: tranzystory bipolarne; diody i prostowniki[12]; IGBT i FET[13]; tyrystory[14]; węglik krzemu (SiC)
- Zarządzanie energią: kontrolery i regulatory AC/DC; kontrolery, konwertery i regulatory DC/DC; sterowniki; zarządzanie termiczne; zarządzanie napięciem i prądem
- Logika: Generowanie zegara; Dystrybucja zegara i danych; Pamięć; Mikrokontrolery[15]; Logika standardowa
- Zarządzanie sygnałami: wzmacniacze i komparatory; przełączniki analogowe; ASSP audio/wideo; potencjometry cyfrowe; filtry EMI/RFI; interfejsy; czujniki optyczne, obrazu i dotyku